# الستات في خطر (فلم)
الستات في خطر، فيلم مصري من إنتاج عام 1942، بطولة تحية كاريوكا وأنور وجدي، إخراج إبراهيم عمارة.

## فريق العمل
- تحية كاريوكا
- أنور وجدي
- فوزي الجزايرلي
- إحسان الجزايرلي
- عبد العزيز خليل

## روابط خارجية
- مقالات تستعمل روابط فنية بلا صلة مع ويكي بيانات